# Ladislas J. Meduna
Ladislas Joseph Meduna, László József Meduna (ur. 27 marca 1896 w Budapeszcie, zm. 31 października 1964 w Chicago) – węgierski i amerykański lekarz neurolog i psychiatra, wprowadził do psychiatrii metodę leczenia wstrząsami kardiazolowymi.

## Życiorys
Urodził się w Budapeszcie w 1896 w rodzinie sefardyjskiej. Jego rodzicami byli Ferenc i Gizella z domu Eissler. Studiował medycynę na Uniwersytecie Semmelweisa w Budapeszcie w latach 1914–1921. W latach I wojny światowej, od 1915 do 1918, służył na froncie włoskim. 
Meduna zainteresował się neurologią i wkrótce znalazł zatrudnienie w Węgierskim Międzyuczelnianym Instytucie Badań Mózgu w Budapeszcie. Zajmował się wówczas budową i rozwojem przysadki mózgowej i mikrogleju, neuropatologią zatrucia ołowiem, awitaminozami i innymi zagadnieniami. W 1927 przeniósł się do Instytutu Psychiatrycznego i podjął badania psychopatologiczne. Zainteresował się zaobserwowanym przez siebie antagonizmem schizofrenii i padaczki: stwierdził, że u 16,5% chorych z padaczką u których rozwinęły się objawy psychotyczne, doszło do remisji napadów padaczkowych. Odwrotna zależność również się sprawdzała: spośród 6000 pacjentów ze schizofrenią jedynie 20 miało padaczkę. 
Doprowadziło go to do pomysłu, by leczyć schizofrenię napadami padaczkowymi. Wśród substancji, których używał by bezpiecznie wywołać drgawki u swoich pacjentów, były alkaloidy: strychnina, tebaina, koramina, kofeina i brucyna. Ostatecznie uznał, że olejowy roztwór kamfory jest skuteczny u zwierząt, jak i u ludzi. Nie chcąc ryzykować swojej kariery, eksperymenty przeprowadzał w podbudapeszteńskim zakładzie psychiatrycznym Lipótmező (obecnie dzielnica Budapesztu). 23 stycznia 1934 podjął próbę wstrzyknięcia kamfory 33-letniemu pacjentowi w ciężkiej katatonii. Po zaledwie pięciu wstrzyknięciach, katatonia i objawy psychotyczne zostały zniesione. Łącznie, spośród 26 pacjentów całkowitą poprawę osiągnięto u 10, a częściową u trzech.
Wkrótce potem Meduna odkrył wyjątkowo silne właściwości pentylenetetrazolu (metrazolu, nazwa handlowa Cardiazol), i zaczął go stosować u swoich pacjentów w iniekcjach dożylnych i domięśniowych.
Opublikował wyniki swoich badań w 1935. Dwa lata później wydał monografię w języku niemieckim Die Konvulsionstherapie der Schizophrenie, w której opisał wyniki leczenia u 110 pacjentów. 
Meduna był także twórcą metody leczenia przez wdychanie mieszaniny narastających stężeń dwutlenku węgla i tlenu nazywanej mieszanką Meduny. Metoda ta była stosowana w leczeniu schorzeń psychicznych, jednak ze względu na swoją mniejszą skuteczność w porównaniu z terapią wstrząsową została zarzucona. Wprowadził do psychiatrii termin oneirofrenii.
Wraz ze wzrostem antysemityzmu i dojściem do władzy narodowego socjalizmu, Meduna wyemigrował do Stanów Zjednoczonych w 1938. Tam został profesorem neurologii na Loyola University w Chicago. Był założycielem czasopisma „Journal of Neuropsychiatry” i prezesem Society of Biological Psychiatry. Po wojnie przeniósł się do Instytutu Psychiatrycznego Illinois, gdzie pracował aż do śmierci w 1964. Część osobistych dokumentów Meduny przechowywana jest w University of Illinois Archives.

## Wybrane prace
- Die Entwicklung der Zirbeldrüse im Säuglingsalter[3]. 1925
- Experimentelle B-Avitaminose des Kaninchens, 1927
- Beiträge zur Histopathologie der Mikroglia[4]. 1928
- Untersuchungen über die experimentelle Bleivergiftung beim Meerschweinchen[5]. 1929
- Tuberöse Sklerose und Gliom, 1930
- Klinische und anatomische Beiträge zur Frage der genuinen Epilepsie, 1932
- Über experimentelle Campherepilepsie[6]. 1934
- Versuche über die biologische Beeinflussung des Ablaufes der Schizophrenie[7]. 1935
- A schizophrenia görcstherapiája. Gyógyászat 76(15), s. 225-227, 1936
- A schizophrenia cardiazol kezelése. Magyar Orvos 18(15-16), s. 209-213, 1937
- Die Konvulsionstherapie der Schizophrenie. Halle: Carl Marhold, 1937
- Die Bedeutung des epileptischen Anfalls in der Insulin- und Cardiazolbehandlung der Schizophrenie, 1937.
- General Discussion of the Cardiazol Therapy. American Journal of Psychiatry 94, s. 40-50, 1938
- The Significance of the Convulsive Raction During the Insulin and the Cardiazol Therapy of Schizophrenia. Journal of Nervous & Mental Disease 87 (2), s. 133-139, 1938
- Ueber die häufigsten Fehler bei der Konvulsionstherapie. Psychiatrisch-Neurologische Wochenschrift 40 (8/9), ss. 87–90, 97–100, 1938.
- Carbon Dioxide Therapy. A Neurophysiological Treatment of Nervous Disorders. Springfield, 1950
- Oneirophrenia: The Confusional State. Urbana, University of Illinois Press, 1950
- A neurophysiological theory of psychoneuroses, 1950
- The Convulsive Treatment. A Reappraisal. Journal of Clinical and Experimental Psychology and Quarterly Review of Psychiatry and Neurology 15(3):219-233, 1954